# Chick Churchill

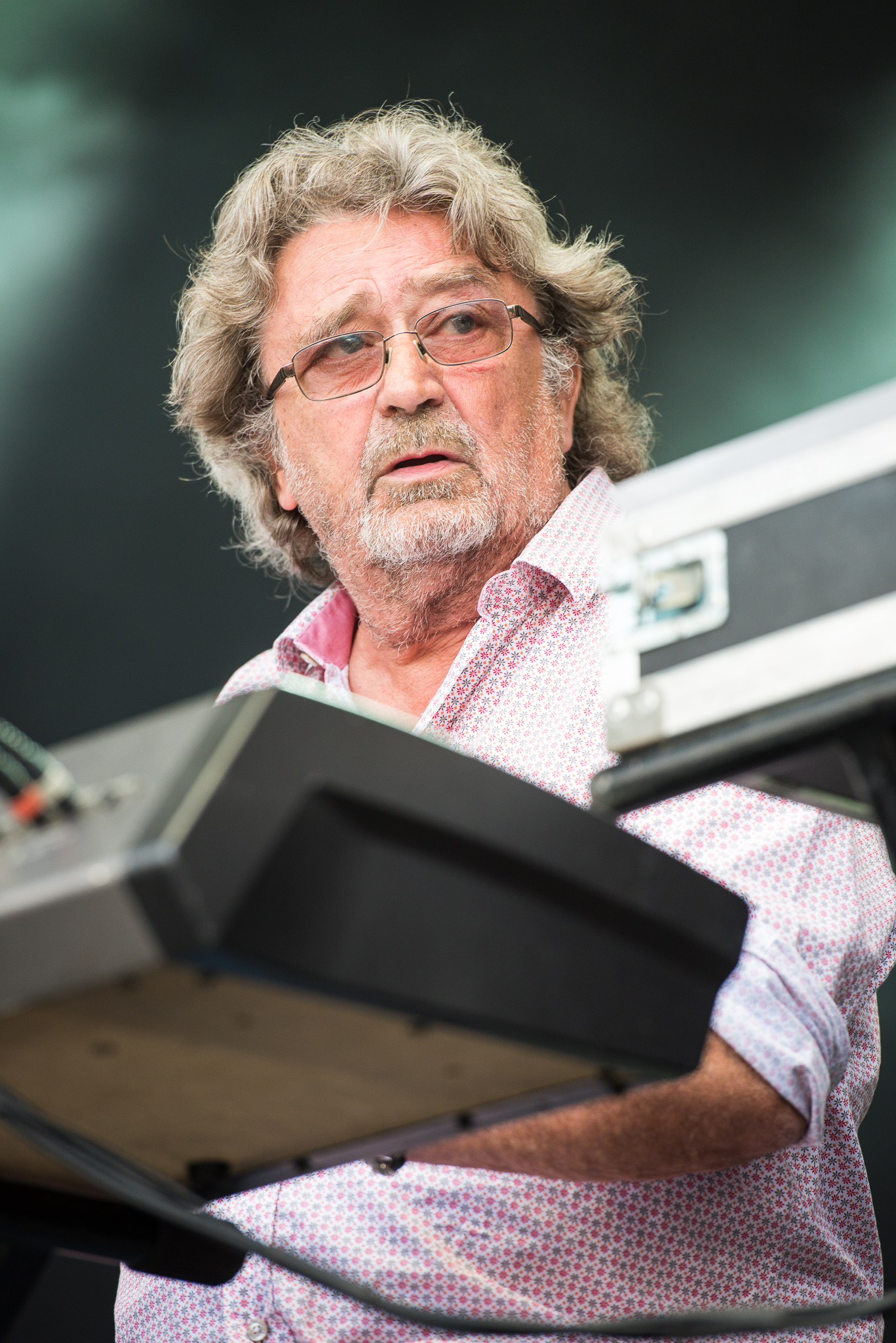
Chick Churchill - 2015

Michael George "Chick" Churchill, född 2 januari 1946, är en brittisk musiker. Han var keyboardist i 1960- och 1970-talsbandet Ten Years After.
Churchill föddes i Ilkeston, Derbyshire, England. Han började spela piano vid 6 års ålder och studierade klassisk musik till 15 års ålder. Då började han bli intresserad av blues och rock och han började i gruppen Sons of Adam i Nottingham. Churchill mötte Alvin Lee i bandet The Jaybirds, som senare utvecklades till Ten Years After. Först hoppade Churchill in i bandet som deras turnémanager men senare blev han deras keyboardspelare.
- Wikimedia Commons har media som rör Chick Churchill.